# Kat DeLuna
Kathleen Emperatriz DeLuna (Bronx, New York USA 1987. november 17. –) amerikai énekesnő.

## Élete és pályafutása
Dominikai származású, spanyolul és angolul is tökéletesen beszél. 12 évesen a Merengue királynője, Milly Quezada felhívta őt a színpadra egy koncertje közben, itt kezdődött énekesi karrierje.
DeLuna és családja Bronxból a Dominikai Köztársaságba költözött, ahol rengeteg zenét hallgatott Aretha Franklintől, ekkor határozta el, hogy énekes lesz. 4 oktávos hangterjedelme van. 15 évesen részt vett egy Coca-Cola által szponzorált karaoke versenyen, ahol Whitney Houston I Will Always Love You című dalának saját verziójával indult és meg is nyerte a versenyt. Nem sokkal később alá is írhatta első lemezszerződését.
Debütáló albuma 2007. augusztus 7-én jelent meg. 2008 április 29-én adták ki az album átdolgozott változatát, új dalokkal és több neves R&B sztárral, például Akonnal is közreműködve.

## Diszkográfia

### Nagylemezek
- 9 Lives (2007)
- Inside Out (2010)

| Év   | Album                                                                                               | Csúcshelyezés | Csúcshelyezés | Csúcshelyezés | Csúcshelyezés | Csúcshelyezés | Csúcshelyezés | Csúcshelyezés | Minősítés |
| Év   | Album                                                                                               | US            | FRA           | POL           | AUT           | SWI           | FIN           | BEL           | Minősítés |
| ---- | --------------------------------------------------------------------------------------------------- | ------------- | ------------- | ------------- | ------------- | ------------- | ------------- | ------------- | --------- |
| 2007 | 9 Lives - Megjelent: 2007. augusztus 7. - Kiadó: Epic - Formátum: CD, digitális letöltés            | 58            | 21            | 12            | 31            | 24            | 15            | 11            |           |
| 2010 | Inside Out - Megjelent: 2010. május 27 - Kiadó: Universal Motown - Formátum: CD, digitális letöltés | -             | -             | -             | -             | -             | -             | -             |           |

### Kislemezek

#### Szóló
| Év   | Cím                                     | Helyezések | Helyezések | Helyezések | Helyezések | Helyezések | Helyezések | Helyezések | Helyezések | Helyezések | Helyezések | Helyezések | Helyezések | Album      |
| Év   | Cím                                     | AUS        | AUT        | BEL        | CAN        | FIN        | FRA        | GER        | IRE        | UK         | US         | SWE        | SWI        | Album      |
| ---- | --------------------------------------- | ---------- | ---------- | ---------- | ---------- | ---------- | ---------- | ---------- | ---------- | ---------- | ---------- | ---------- | ---------- | ---------- |
| 2007 | "Whine Up" (featuring Elephant Man)     | 23         | 23         | 45         | 15         | —          | 7          | 15         | —          | —          | 29         | —          | 132        | 9 Lives    |
| 2008 | "Run the Show" (featuring Busta Rhymes) | —          | —          | 5          | —          | 2          | 6          | 72         | 26         | 41         | 117        | 18         | 29         | 9 Lives    |
| 2010 | "Push Push" (featuring Akon)            | —          | —          | —          | —          | —          | —          | —          | —          | —          | —          | —          | —          | Inside Out |

#### Közreműködőként
| Év   | Cím                                              | Helyezések | Helyezések | Helyezések | Helyezések | Helyezések | Album                      |
| Év   | Cím                                              | US         | SWE        | GER        | POR        | FIN        | Album                      |
| ---- | ------------------------------------------------ | ---------- | ---------- | ---------- | ---------- | ---------- | -------------------------- |
| 2007 | "Cut Off Time" (Omarion feat. Kat DeLuna)        | 123        | —          | —          | 44         | —          | Feel the Noise: Soundtrack |
| 2008 | "Breathing Your Love" (Darin feat. Kat DeLuna) 1 | —          | 2          | —          | —          | 13         | Flashback                  |